# Милош Парижевић
Милош Парижевић је био јунак који је побиједио једног Турчина, у мегдану код Клиса, у првој половини 16. вијека и тиме се прославио.

## Историја
Клис је сјеверно од клишке тврђаве, а по овом догађају дио Клиса се зове Мегдан. Раније се Мегдан звао Пархна пољана, можда по Пареној пољани у Босни гдје је убијен Павле Раденовић. Ту се одиграла борба младића Милоша Парижевића и Турчина Бакоте, због чега је Милош ушао у легенду. Гашпар Петар Вињалић је описао тај догађај који се по њему десио 1537. а по можда и 1528. године:
За вријеме блокаде и опсједања Клиса нађе се један Турчин зван Багара, великог стаса и снаге, који као нови Голијат сваким даном изазиваше оне у тврђави на појединачну борбу, уз многоврсне пријекоре и увреде. Кршћани се црвењаху од стида и нитко се не усуди изићи на мегдан. Но, један младић, именом Милош, одазове се на његов изазов, али затражи Кружићев пристанак. Послије дугих замолби доби допуштење и као други Давид против Голијата изиђе у подножје брда на којем је тврђава, на једну малу зараван која се и данас зове Мегдан, што значи двобој, баци се на Турчина и одсијече му једну ногу. Багара, љутит, окрећући се око себе, одступи толиким жуборомда му се храбри младић, премда је покушавао доћи до коначне побједе, није могао приближити због ударца које јеупућивао разјарени Турчин, а једном је тако јако ударио да је отпао комад камена. Но Милош је напосљетку побиједио и Турчин му је добацио сабљу, говорећи: Немој ме убити као пса. Узми сабљу и одруби ми главу као правом борцу. Милош тако и учини и донесе је у тврђаву гдје су га сви дочекали пљеском.
Данас у Клису постоји улица Милоша Парижевића.  Пошто име Милош подсјећа на српску традицију, Милош Обилић, Милош Обреновић, тако нема табле са натписом у његовој улици у Клису, један аутор је спјевао пјесму њему у част, али га не наводи под његовим именом Милош, него се јунак преименује у Миле Хрват,  док га Информативна католичка агенција преименује у Мијо. Фрањо Главнић (1585-1652) га помиње у својој књизи Historia Tersattana, да је молитвено спомињао Богородицу Трсатску, да би побиједио Турчина. Главинић не фалсификује његово име и наводи га као Милош. Постоји и предање да је Петар Кружић, који је сахрањен на Трсату код Ријеке и који је био надређени Милошу, дао том фрањевачком самостану на дар свијећу, велику колико је био висок тај побијеђени горостас, Турчин Бакота. Та свијећа се данас налази код његовог гроба.